# Ананьївська міська рада
Ана́ньївська міська́ ра́да — орган місцевого самоврядування Ананьївської територіальної громади Подільського району Одеської області.

## Склад ради
Рада складається з 30 депутатів та голови.
- Голова ради: Маковецький Павло Ілліч
- Секретар ради: Колойденко Наталя Володимирівна

### Керівний склад попередніх скликань
| Прізвище, ім'я, по батькові | Основні відомості                                                       | Дата обрання | Дата звільнення |
| --------------------------- | ----------------------------------------------------------------------- | ------------ | --------------- |
| Кисельова Лариса Вікторівна | Міський голова, 1951 року народження, позапартійна                      | 26.03.2006   | 31.10.2010      |
| Маковецький Павло Ілліч     | Міський голова, 1957 року народження, освіта вища, член Народної партії | 31.10.2010   |                 |

Примітка: таблиця складена за даними сайту Верховної Ради України

### Депутати
За результатами місцевих виборів 2010 року депутатами ради стали:

#### За суб'єктами висування
| Суб'єкт висування                                       | Кількість обраних депутатів | %    |
| ------------------------------------------------------- | --------------------------- | ---- |
| Партія регіонів                                         | 14                          | 46,7 |
| Народна партія                                          | 9                           | 30   |
| Політична партія Всеукраїнське об'єднання «Батьківщина» | 3                           | 10   |
| Соціалістична партія України                            | 2                           | 6,7  |
| Комуністична партія України                             | 1                           | 3,3  |
| Політична партія «Фронт Змін»                           | 1                           | 3,3  |